# Syngrapha abstrusa
Syngrapha abstrusa är en fjärilsart som beskrevs av Thomas Drake Eichlin och Cunningham 1978. Syngrapha abstrusa ingår i släktet Syngrapha och familjen nattflyn. Inga underarter finns listade i Catalogue of Life.